# هربرت باومان (ملحن)
هربرت باومان (بالألمانية: Herbert Baumann)‏ هو ملحن ألماني، ولد في 31 يوليو 1925 في برلين في ألمانيا.

## وصلات خارجية
- هربرت باومان على موقع IMDb (الإنجليزية)
- هربرت باومان على موقع مونزينجر (الألمانية)
- هربرت باومان على موقع ميوزك برينز (الإنجليزية)
- هربرت باومان على موقع ديسكوغز (الإنجليزية)
- هربرت باومان على موقع كينوبويسك (الروسية)